# Outnumbered
Outnumbered ist der neunte Titel aus dem Debüt-Studioalbum Without Fear des irischen Sängers Dermot Kennedy. Der Folk-Pop-Song mit R&B-Einflüssen wurde am 13. Juni 2019 als Lead-Single von Without Fear veröffentlicht. Das Musikvideo des Songs wurde am 8. Juli 2019 über Artist on the Rise via YouTube veröffentlicht.

## Inhalt
Dermot Kennedy sagte, dass Outnumbered ein Versuch ist, jeden zu trösten, der sich überfordert fühlt, und eine Erinnerung daran, dass Schönheit gefunden werden kann, egal wie dunkel die Nacht ist. Er hoffe, dass dies eine Quelle der Beruhigung sein kann für jeden, der schwere Zeiten durchmacht.

## Liveauftritte
Kennedy spielte den Song auf dem Glastonbury Festival 2019 sowie im YouTube Space NYC im August 2019.

## Kommerzieller Erfolg

### Chartplatzierungen
| ChartsChartplatzierungen     | Höchstplatzierung | Wochen |
| ---------------------------- | ----------------- | ------ |
| Deutschland (GfK)            | 45 (14 Wo.)       | 14     |
| Irland (IRMA)                | 2 (132 Wo.)       | 132    |
| Österreich (Ö3)              | 33 (12 Wo.)       | 12     |
| Schweiz (IFPI)               | 20 (21 Wo.)       | 21     |
| Vereinigtes Königreich (OCC) | 6 (33 Wo.)        | 33     |

| ChartsJahrescharts (2019)    | Platzierung |
| ---------------------------- | ----------- |
| Irland (IRMA)                | 5           |
| Vereinigtes Königreich (OCC) | 69          |

| ChartsJahrescharts (2020)    | Platzierung |
| ---------------------------- | ----------- |
| Irland (IRMA)                | 13          |
| Vereinigtes Königreich (OCC) | 94          |

| ChartsJahrescharts (2021) | Platzierung |
| ------------------------- | ----------- |
| Irland (IRMA)             | 47          |

### Auszeichnungen für Musikverkäufe
| Land/Region                  | Auszeichnungen für Musikverkäufe (Land/Region, Auszeichnung, Verkäufe) | Verkäufe  |
| ---------------------------- | ---------------------------------------------------------------------- | --------- |
| Australien (ARIA)            | 2× Platin                                                              | 140.000   |
| Brasilien (PMB)              | Gold                                                                   | 20.000    |
| Dänemark (IFPI)              | Platin                                                                 | 90.000    |
| Deutschland (BVMI)           | Gold                                                                   | 200.000   |
| Kanada (MC)                  | 2× Platin                                                              | 160.000   |
| Österreich (IFPI)            | Platin                                                                 | 30.000    |
| Schweiz (IFPI)               | Platin                                                                 | 20.000    |
| Vereinigte Staaten (RIAA)    | Gold                                                                   | 500.000   |
| Vereinigtes Königreich (BPI) | 2× Platin                                                              | 1.200.000 |
| Insgesamt                    | 3× Gold · 9× Platin ·                                                  | 2.360.000 |